# Голубица (алманах)
Голубица је алманах који је излазио од 1839. до 1844. године у Београду. Објављено је пет књига, од којих је пета, последња књига била двогодишњак за 1843. и 1844. годину.

## Издавач
Издавач Голубице био је Глигорије Возаровић (1790 — 1848), књижар, књиговезац, издавач и библиотекар. У Београду је 1827. отворио прву књиговезачку и књижарску радњу у обновљеној Србији. У његовој кући је 1832. основана прва јавна библиотека у Србији. Непотписани, али стварни уредник алманаха је био Милош Светић (Јован Хаџић).

## Основне информације
Пун назив алманаха је Голубица с цветом књижества српског, и прво је гласило са појмом "књижевност" у наслову. Не садржи календар, а у садржају оригинални прилози потискују преводе, а поезија потискује приповетку. Сентиментално-моралне приповетке из Забавника и Ураније постепено замењује класицистичка оријентација. 